# Лев Щаранский
Лев Натанович Щаранский — вымышленный сатирический персонаж, собирательный образ советского интеллигента и диссидента, пародирующий современных либералов. Русскоязычные провокационные аккаунты Щаранского имелись в Живом Журнале и других соцсетях.
Отчество и фамилия персонажа взяты по имени и фамилии Натана Щаранского, израильского политика и бывшего советского диссидента.

## Описание
У персонажа имеется вымышленная автобиография, написанная полушутливо и излагающая легенду о жизни персонажа в СССР и после его эмиграции в США с описанием эволюции его политических и нравственных взглядов.
Аккаунт Щаранского активно использовал и популяризовал пренебрежительный термин «креакл» (сокращение от «креативный класс») и интернет-мем «рукопожатный». Так, он написал ироничный материал «Двенадцать подвигов креакла», среди которых борьба с «чекистской гидрой», «укрощение быдлосовка» и покупка новых iPhone и iPad.
«Рукопожатым» персонаж называет «человека, которому не устыдятся пожать руку демократические журналисты, оппозиционеры, диссиденты, геи-активисты». Он также употребляет одобрительный глагол «рукопожимать» — например, в лозунге «Диссиденты всех стран, рукопожимайтесь!».
Аккаунт Щаранского писал о создании собственного «передового и самого прогрессивного» учения щаранизма-хайкинизма и Креативной партии свободы совести (КПСС).
По состоянию на 2015 год страницу Щаранского в Живом Журнале посещало 95-310 тысяч человек в месяц, а на его аккаунт в Твиттере было подписано 39 тысяч человек.

## История
Персонаж впервые был создан в 2009 году в Живом Журнале под ником lev-sharansky, тогда же из-под этого аккаунта был сделан первый комментарий — комментарий к записи в блоге Владимира Варфоломеева за подписью «Лев Щаранский». 1 марта 2010 года в ЖЖ был зарегистрирован одноимённый блог. В нём от имени Льва Щаранского размещались записи, высмеивавшие и троллящие российскую либеральную общественность. Постепенно статьи в блоге стали откровенно издевательскими, что привело к закрытию аккаунта.
Спустя неделю он вновь зарегистрировался в ЖЖ — под ником lev-sharansky2. В январе 2012 года блог Льва Щаранского стал победителем в официальном голосовании конкурса блогеров «Рында года 2011», проведённого администрацией ЖЖ.